# CO-31
L'autoroute CO-31 est une autoroute urbaine en projet qui pénètre Cordoue par le nord en venant de Badajoz.
Elle va prolonger la future A-81 à partir de Torreblanca.
D'une longueur de 4 km, elle relie l'A-81 au nord de l'agglomération à l'A-4 à l'est de la ville.
Elle est composée de 4 échangeurs jusqu'à l'A-4 et elle va doubler la N-432.

## Tracé
- Elle va prolonger l'A-81 tout près de Torreblanca et desservir la partie est de Cordoue.
- Elle se termine au nord-est en bifurquant avec l'A-4

## Sortie
| Numéro de la sortie | Nom de la sortie                                                                                   | Bifurcation |
| ------------------- | -------------------------------------------------------------------------------------------------- | ----------- |
|                     | Badajoz                                                                                            | N-432 A-81  |
| 01                  | Torreblanca                                                                                        |             |
|                     | Cordoue Nord - Cordoue-Calle de Los Artesanos                                                      |             |
| 02                  | Cordoue Est - Cordoue-Avenida de Libia Zone Industrielle Las Quemadas                              | N-IVa       |
|                     | Albacete - Linares A-32 Ciudad Real - Tolède - Madrid Séville Malaga - Antequera A-45 Grenade A-81 | A-4         |